# Giovanni Dondi dell'Orologio
Giovanni Dondi dell'Orologio (c. 1330 - 1388), también conocido como Giovanni de' Dondi, fue un médico, astrónomo e ingeniero mecánico de la antigua ciudad de Padua, actual Italia. Hoy se le recuerda como un pionero en el arte del diseño y la construcción de relojes. Su invención más relevante fue el astrarium, un reloj astronómico muy complejo construido solo unos 60 años después de que se construyeran los primeros relojes totalmente mecánicos en Europa. Con él demostró un ambicioso intento de describir y modelar el sistema planetario con precisión matemática y sofisticación tecnológica siguiendo el modelo geocéntrico imperante en la época.

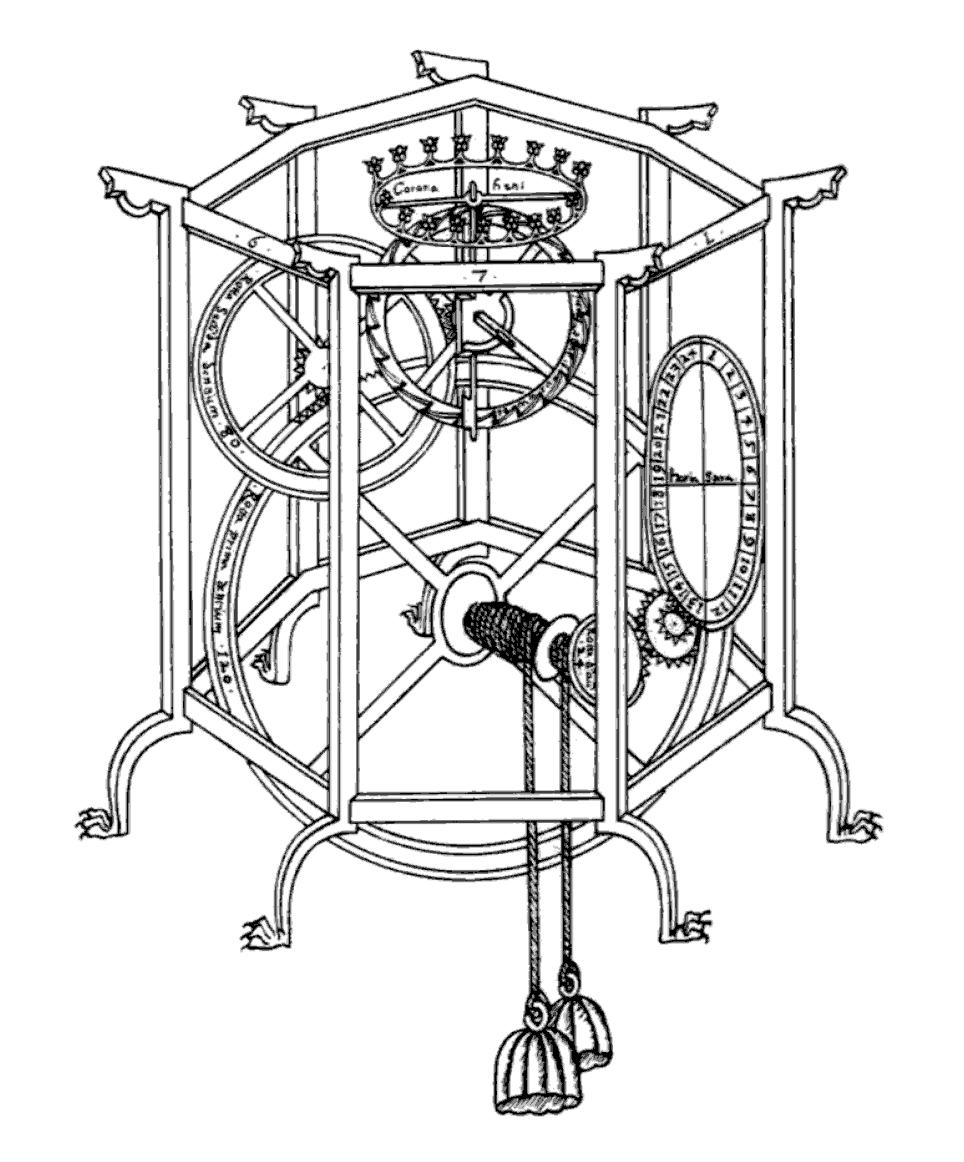
El Astrarium: ilustración del Tractatus astrarii que muestra los pesos, el escape y el tren de engranajes principal (en el dibujo falta la compleja sección superior que representa la posición de diferentes cuerpos celestes en cada momento del año).

## Vida
Giovanni era el segundo hijo de Jacopo Dondi dell'Orologio y Zaccarota Centrago o Centraco de Chioggia. Su padre, médico y astrónomo, fue el encargado de construir un gran reloj astronómico en la torre del Palacio Capitaniato de Padua en 1344.
Giovanni vivió con su padre desde 1348 hasta 1359 y compartió el interés de este tanto por la astronomía como por la relojería. En 1348 comenzó a trabajar en lo que llamó su astrario, un proyecto que lo ocuparía hasta 1364. Aunque el original no se conserva, sus manuscritos proporcionaron material suficiente para que los relojeros modernos construyeran una versión del mismo. 
En 1371 fue nombrado embajador en Venecia, pero después del conflicto entre Padua y Venecia en 1372, se unió a la Universidad de Pavía, haciendo labores de diplomático y erudito, hasta el momento de su muerte en Abbiategrasso el 19 de octubre de 1388. Está enterrado en Sant'Eustorgio de Milán.

### Giovanni Dondi y la gallina paduana
Desde el siglo XIX hasta la actualidad existen fuentes que atribuyen al "Marqués Giovanni Dondi dell'Orologio" la introducción de la gallina paduana desde Polonia hasta Italia. Sin embargo, el Dondi al que hacen referencia estos documentos fue el soldado Francesco Dondi, nombrado marqués por el rey Juan III Sobieski en 1676; no se documenta ningún viaje o contacto con Polonia de Giovanni Dondi en el siglo XIV.

## Obra
Su obra más célebre es el Tractatus astrarii o Planetarium, en la que realiza una detallada descripción del astrarium. Constituye uno de los primeros tratados de este tipo que han sobrevivido hasta la actualidad, precedida por solo unos pocos años por Albion y Horologium de Richard of Wallingford.
En la introducción, Dondi escribe que su máquina fue construida de acuerdo con la Theorica planetarum de Campano di Novara (que a su vez se basaba en las tablas o zij del astrónomo andalusí Azarquiel y en el Almagesto de Ptolomeo, por lo que continúa con el modelo geocéntrico imperante en la época). El Tractatus sobrevive en doce fuentes manuscritas. El autógrafo en la Biblioteca Capitolare de Padua (MS. D39) y una copia del mismo, también en Padua, son casi con toda certeza obra de Dondi. Las otras fuentes son versiones reescritas del autógrafo, a las que aún no está clara la contribución de Dondi.  El manuscrito autógrafo se publicó en 1987 en una edición crítica con facsímil en color y traducción al francés de Poulle como primer volumen de la Opera omnia de Jacopo y Giovanni Dondi.
De los veintinueve escritos sobre temas médicos (los Sermones y Colationes, publicados entre 1356 y 1388) solo sobreviven los títulos con la excepción de uno: el Sermo in conventu magistri Iohannis ab Aquila in medicina, de 1367 (Biblioteca Nacional, París, Lat. 9637). También han sobrevivido algunos pasajes del escrito de Bolonia del mismo año, al ser citados por Francesco Scipione Dondi dall'Orologio.
Un manuscrito en la Biblioteca Nacional Marciana (Ms. lat. XIV 223 (4340)), que se cree que no ha sido elaborado por él mismo, contiene tanto su propia obra literaria como selecciones copiadas de otros autores. Contiene su Iter Romanum, que describe los monumentos romanos de Rímini y Roma de manera científica, con medidas y transcripciones de inscripciones;  su Epistolario de veintiocho cartas, de las cuales las dos a Petrarca han llamado especialmente la atención; y su Rime, que consta de cuarenta y dos sonetos, cinco madrigales y tres baladas, publicado por Medin en 1895 y Daniele en 1990.  Sobreviven los escenarios musicales de dos de las baladas, "La sacrosanta carità d'amore", ambientada por Bartolino da Padova, una copia de la cual fue enviada al poeta y juglar Francesco di Vannozzo, y "Omay çascun se doglia".
No se han rastreado las quaedani apostillae o notas de Dondi sobre una carta de Séneca, mencionadas en un manuscrito de Gasparino Barzizza de 1411.

### Ciencias naturales
Las veinticuatro Quaestiones super libris Tegni, que datan de alrededor de 1356, se conservan en un manuscrito iniciado en 1370 por Tommaso da Crema y ahora en la Biblioteca Palatina de Parma (Parmense 1065); Tegne era el nombre medieval del resumen de Galeno de las obras de Hipócrates. Las Quaestiones son hasta la fecha inéditas, al igual que las Experimenta o prescripciones médicas de Dondi, conservadas en un manuscrito de Iohannes de Livonia fechado en 1453 y ahora en la Biblioteca Cívica de Padua (CM 172).
Otro trabajo perdido, un tractatulum Galieni occultam seriem explicantem in differencee dispositionum corporum humanorum, quorum in libro Microtegni sub brevitate restrinxit reales differentias inter illas, preterquani in paucis Assignatum, probablemente fue escrito en Pavía durante la peste de 1383, y puede haber discutido el De complexionibus de Galeno.
El breve tratado práctico sobre cómo evitar la peste, De modo vivendi tempore pestilentiali, fue escrito poco después; publicado en italiano por Zambrini en 1866 y por Sudhoff en 1911.
En ciencias naturales, Dondi escribió De fontibus calidis agri Patavini, dedicado a su amigo Iacopino da Angarano, y conservado en manuscrito autógrafo en la Biblioteca del Seminario de Padua (ms. 358) y en una copia en la Biblioteca Ambrosiana de Milán (H 107 sorber.). Junto con el Tractatus de causa salsedinis aquarum et modo conficiendi sal artificiale ex aquis Thermalibus Euganeis de su padre Jacopo, fue publicado por Tommaso Giunti en De balneis omnia quae extant apud Graecos, Latinos et Arabas en 1553.

## El astrario

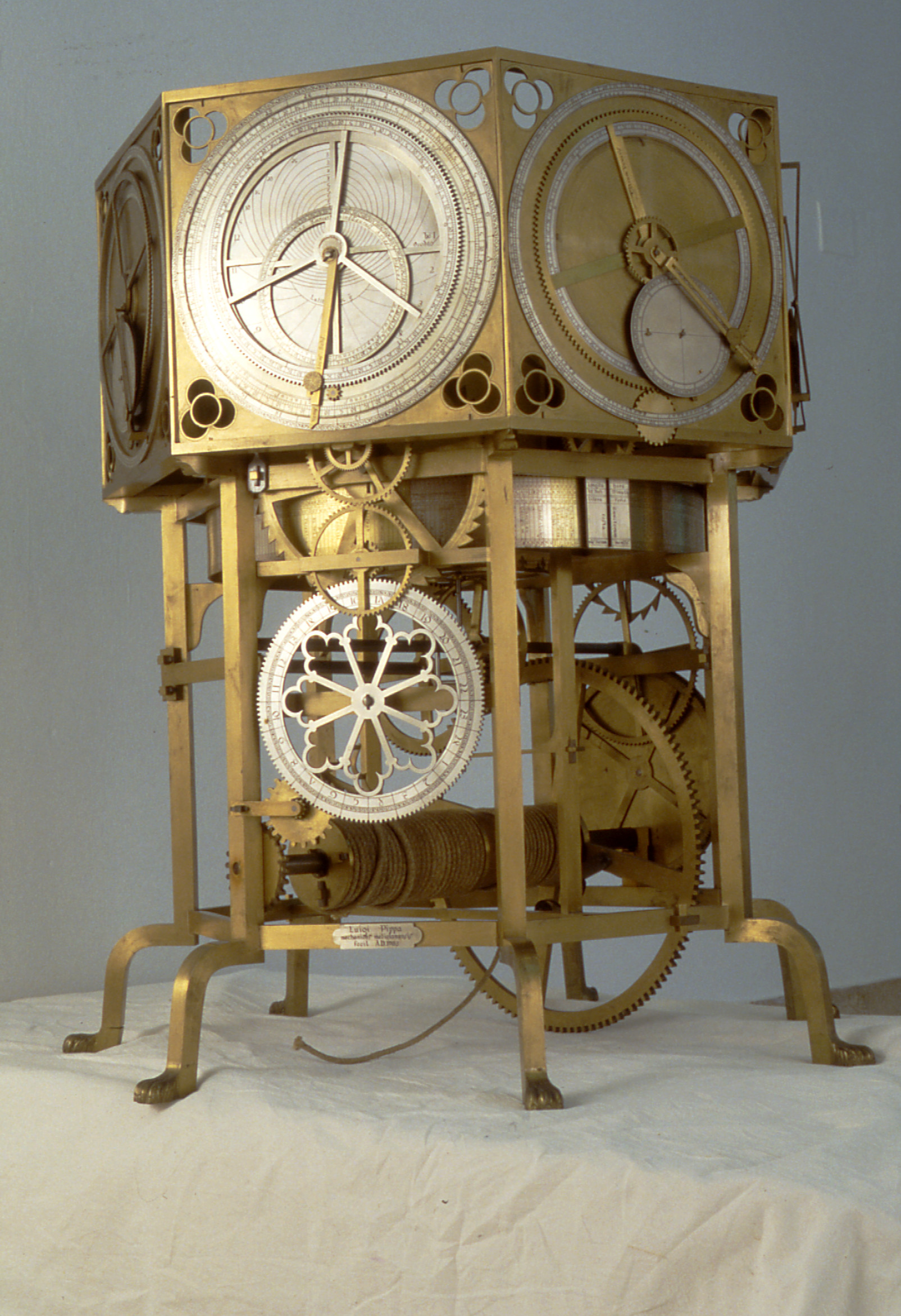
El astrario realizado por Giovanni Dondi dell'Orologio mostraba la hora, el calendario anual, el movimiento de los planetas, el Sol y la Luna. En la imagen se aprecia la reconstrucción moderna que se encuentra en el Museo Nacional de la Ciencia y la Tecnología Leonardo da Vinci, de Milán.

Giovanni Manzini de Pavía lo describe en 1388 como una obra "llena de artificio, trabajada y perfeccionada por vuestras manos y tallada con una habilidad nunca alcanzada por la mano experta de ningún artesano. [...] Nunca se inventó un artificio tan excelente y maravilloso y de tanta genialidad".
Dondi escribe que obtuvo la idea de la Theorica planetarum de Giovanni Campano da Novara, quien describe la construcción de un equatorium, un artilugio que permite predecir la posición de los astros en diferentes momentos del año.
De hecho, el astrario era principalmente un equatorium que incorporaba un mecanismo de relojería, con esferas de astrolabio y calendario, e indicadores para el sol, la luna y los planetas. Proporcionó una visualización continua de los principales elementos del sistema solar y de los calendarios tanto legales, religiosos como civiles. La intención de Dondi era que ayudaría a la gente a comprender los conceptos astronómicos y astrológicos (la astrología se consideraba entonces un tema digno de estudio por parte de la élite intelectual y se tomaba razonablemente en serio).
En 1381 Dondi regaló su reloj al duque Gian Galeazzo Visconti, quien lo instaló en la biblioteca de su castillo en Pavía. Permaneció allí hasta al menos 1485. Puede haber sido visto y dibujado por Leonardo da Vinci, pero se desconoce el destino final del reloj.